# Pfaffenrod
Pfaffenrod ist ein Ortsteil der Gemeinde Hosenfeld im Landkreis Fulda, Hessen.

## Geographie
Das Dorf liegt im vorderen Vogelsberg und wird von der Landesstraße 3141 verkehrsmäßig erschlossen.

## Geschichte

### Ortsgeschichte
Das Dorf wird erst 1582 in Fuldaer Akten als zum Spitalamt Fulda gehörig erwähnt („Pfaffenrode“ = Rodung eines Pfaffo oder Pfaffen, Geistlichen). Begütert waren auch die Herren von Dernbach, Fischborn und Lüder. 1603 gehörte der Ort zum fuldischen Gericht Hosenfeld, das 1752 bis 1802 mit dem fuldischen Oberamt Herbstein verbunden war. 1543 wurden nur vier Einwohner erwähnt, im Jahr 1895 zählte der Ort insgesamt 113 Einwohner.
Hessische Gebietsreform (1970–1977)
Die bis dahin selbständigen Gemeinden Blankenau, Brandlos, Hainzell, Jossa, Pfaffenrod, Poppenrod und Schletzenhausen mit dem Weiler Gersrod gaben am 31. Dezember 1971 ihre Eigenständigkeit auf und wurden im Zuge der Gebietsreform in Hessen auf freiwilliger Basis in die Gemeinde Hosenfeld eingegliedert.
Für alle nach Hosenfeld eingegliederten Gemeinden und die Kerngemeinde wurde je ein Ortsbezirk gebildet.

### Verwaltungsgeschichte im Überblick
Die folgende Liste zeigt die Staaten und Verwaltungseinheiten, denen Pfaffenrod  angehört(e):
- vor 1803: Heiliges Römisches Reich, Hochstift Fulda, Propsteiamt Blankenau
- 1803–1806: Heiliges Römisches Reich, Fürstentum Nassau-Oranien-Fulda,[Anm. 2] Fürstentum Fulda, Amt Blankenau
- 1806–1810: Kaiserreich Frankreich,[Anm. 3] Fürstentum Fulda (Militärverwaltung)
- 1810–1813: Großherzogtum Frankfurt, Departement Fulda, Distrikt Großenlüder
- ab 1816: Kurfürstentum Hessen, Großherzogtum Fulda, Amt Großenlüder[8]
- ab 1821: Kurfürstentum Hessen, Provinz Fulda, Kreis Fulda[Anm. 4]
- ab 1848: Kurfürstentum Hessen, Bezirk Fulda
- ab 1851: Kurfürstentum Hessen, Provinz Fulda, Kreis Fulda
- ab 1867: Norddeutscher Bund,[Anm. 5] Königreich Preußen,[Anm. 6] Provinz Hessen-Nassau, Regierungsbezirk Kassel, Kreis Fulda
- ab 1871: Deutsches Reich,  Königreich Preußen, Provinz Hessen-Nassau, Regierungsbezirk Kassel, Kreis Fulda
- ab 1918: Deutsches Reich, Freistaat Preußen, Provinz Hessen-Nassau, Regierungsbezirk Kassel, Kreis Fulda
- ab 1944: Deutsches Reich, Freistaat Preußen, Provinz Kurhessen, Landkreis Fulda
- ab 1945: Deutsches Reich, Amerikanische Besatzungszone,[Anm. 7] Groß-Hessen, Regierungsbezirk Kassel, Landkreis Fulda
- ab 1946: Deutsches Reich, Amerikanische Besatzungszone, Hessen, Regierungsbezirk Kassel, Landkreis Fulda
- ab 1949: Bundesrepublik Deutschland, Hessen, Regierungsbezirk Kassel, Landkreis Fulda
- ab 1972: Bundesrepublik Deutschland, Hessen, Regierungsbezirk Kassel, Landkreis Fulda, Gemeinde Hosenfeld

## Bevölkerung

### Einwohnerentwicklung
| Quelle: Historisches Ortslexikon |                             |
| • 1812:                          | 16 Feuerstellen, 139 Seelen |

| Pfaffenrod: Einwohnerzahlen von 1812 bis 2020 | Pfaffenrod: Einwohnerzahlen von 1812 bis 2020 | Pfaffenrod: Einwohnerzahlen von 1812 bis 2020 | Pfaffenrod: Einwohnerzahlen von 1812 bis 2020 | Pfaffenrod: Einwohnerzahlen von 1812 bis 2020 |
| --- | --------------------------------------------- | --------------------------------------------- | --------------------------------------------- | --------------------------------------------- |
| Jahr |                                               |                                               |                                               | Einwohner                                     |
| 1812 | 1812                                          |                                               | 139                                           | 139                                           |
| 1834 | 1834                                          |                                               | 158                                           | 158                                           |
| 1840 | 1840                                          |                                               | 148                                           | 148                                           |
| 1846 | 1846                                          |                                               | 148                                           | 148                                           |
| 1852 | 1852                                          |                                               | 128                                           | 128                                           |
| 1858 | 1858                                          |                                               | 138                                           | 138                                           |
| 1864 | 1864                                          |                                               | 136                                           | 136                                           |
| 1871 | 1871                                          |                                               | 127                                           | 127                                           |
| 1875 | 1875                                          |                                               | 123                                           | 123                                           |
| 1885 | 1885                                          |                                               | 111                                           | 111                                           |
| 1895 | 1895                                          |                                               | 113                                           | 113                                           |
| 1905 | 1905                                          |                                               | 104                                           | 104                                           |
| 1910 | 1910                                          |                                               | 107                                           | 107                                           |
| 1925 | 1925                                          |                                               | 100                                           | 100                                           |
| 1939 | 1939                                          |                                               | 126                                           | 126                                           |
| 1946 | 1946                                          |                                               | 178                                           | 178                                           |
| 1950 | 1950                                          |                                               | 156                                           | 156                                           |
| 1956 | 1956                                          |                                               | 120                                           | 120                                           |
| 1961 | 1961                                          |                                               | 117                                           | 117                                           |
| 1967 | 1967                                          |                                               | 123                                           | 123                                           |
| 1970 | 1970                                          |                                               | 119                                           | 119                                           |
| 1979 | 1979                                          |                                               | 118                                           | 118                                           |
| 1995 | 1995                                          |                                               | 142                                           | 142                                           |
| 2011 | 2011                                          |                                               | 126                                           | 126                                           |
| 2020 | 2020                                          |                                               | 117                                           | 117                                           |
| Datenquelle: Historisches Gemeindeverzeichnis für Hessen: Die Bevölkerung der Gemeinden 1834 bis 1967. Wiesbaden: Hessisches Statistisches Landesamt, 1968. Weitere Quellen: LAGIS; Gemeinde Hosenfeld (HW+NW); Zensus 2011 |                                               |                                               |                                               |                                               |

### Einwohnerstruktur 2011
Nach den Erhebungen des Zensus 2011 lebten am Stichtag dem 9. Mai 2011 in Pfaffenrod 126 Einwohner. Darunter waren 3 (2,4 %) Ausländer.
Nach dem Lebensalter waren 21 Einwohner unter 18 Jahren, 54 zwischen 18 und 49, 33 zwischen 50 und 64 und 15 Einwohner waren älter.
Die Einwohner lebten in 51 Haushalten. Davon waren 15 Singlehaushalte, 12 Paare ohne Kinder und 24 Paare mit Kindern, sowie 3 Alleinerziehende und keine Wohngemeinschaften. In 12 Haushalten lebten ausschließlich Senioren und in 39 Haushaltungen lebten keine Senioren.

## Religion
102 Einwohner bekennen sich zum 30. Juli 2006 zur katholischen und 12 zur evangelischen Religion. Zu keiner oder einer anderen Religionsgemeinschaft zählen 11 Einwohner. Pfaffenrod ist in die römisch-katholische Pfarrei St. Peter und St. Paul in Hosenfeld eingepfarrt.
Historische Religionszugehörigkeit
| • 1885: | 111 katholische (= 100 %) Einwohner |
| • 1961: | 117 katholische (= 100 %) Einwohner |

## Politik
Für den Ortsteil Pfaffenrod besteht ein Ortsbezirk (Gebiete der ehemaligen Gemeinden Pfaffenrod) mit Ortsbeirat und Ortsvorsteher nach der Hessischen Gemeindeordnung.
Der Ortsbeirat besteht aus fünf Mitgliedern. Bei den Kommunalwahlen in Hessen 2021 betrug die Wahlbeteiligung zum Ortsbeirat 82,80 %. Alle Kandidaten gehörten der Bürgerliste Pfaffenrod an.
Der Ortsbeirat wählte Siegfried Beet zum Ortsvorsteher.

## Kultur und Infrastruktur
Im alten Feuerwehrhaus hängt eine Gemeindeglocke mit dem Schlagton g und dem neuen Zeichen der Firma Glockengießerei Otto, Bremen-Hemelingen. Am Schlagring ist ein Zierreifen zu erkennen und darüber ist eine zweizeilige Umschrift „Heilige Familie bitte für unsere Gemeinde Pfaffenrod Weihnachten 1959“ mit einem Reifen dazwischen angebracht.
Im Ort steht an der Ecke Renn-/Ringstraße ein Gemeindehaus mit einem Gemeindebackhaus, Gemeinschaftsgefrieranlage und Feuerwehrgarage. Die Freiwillige Feuerwehr erhielt im Jahre 1998 ein neues Tragkraftspritzenfahrzeug (TSF), das in der neuen Fahrzeughalle des im Jahre 1997 neu errichteten Bürgerhauses mit Bürgersaal untergestellt ist. Im Bürgerhaus befinden sich auch die Schulungsräume der Freiwilligen Feuerwehr.